# Woodcraft
Woodcraft je slovo pocházející z americké angličtiny a je úzce spojen se zálesáckou tradicí osídlování východního pobřeží Ameriky. Proto se také pro tento výraz používá překlad „zálesácká dovednost“. V obecné angličtině tento pojem zahrnuje především činnosti související s opracováním dřeva.
V literatuře jako první použil „Woodcraft“ v titulu své knihy George Washington Sears, přezdívaný „Nesmuk“ v druhé polovině 19. století. Vzhledem k obsahu této knihy lze říct, že původní význam slova je obsahově ekvivalentní dnešnímu výrazu „survival“ – tj. přežití ve volné přírodě.

## Woodcrafterské hnutí v USA
V češtině však představuje toto slovo jednoznačný terminus technicus pro výchovné hnutí, jehož vznik inicioval Ernest Thompson Seton – malíř, přírodovědec a spisovatel.
Ten v létě r. 1902 použil woodcrafterské prvky v motivačním programu (systém orlích per), kterým zaujal (a usměrnil) skupinu chlapců, která považovala jím zakoupené pozemky za své teritorium.
Seton, který v té době již byl úspěšným spisovatelem, tuto pozitivní zkušenost zpracoval do série motivačních článků, které postupně vycházely v časopise pro ženy v domácnosti a ty inspirovaly ke spontánnímu vzniku dalších woodcrafterských kmenů. Členové těchto kmenů sami sebe označovali jako „Woodcraft Indians“ a Setona považovali za svého čestného náčelníka, ovšem z organizačního hlediska byl každý kmen naprosto autonomní, založený na přímé demokracii (jeho členové si sami volili své zástupce) a jediným stmelujícím prvkem byl woodcrafterský program – systém orlích per, Setonem každoročně vydávaný v podobě „Svitku březové kůry“, což byla v podstatě jakási ročenka s přehledem dosud uznaných činů.
V roce 1910, když vznikla organizace BSA (Boys Scouts of America), byl Ernest Thompson Seton tehdy na vrcholu popularity a řada woodcrafterských kmenů se transformovala v první skautské družiny. On sám byl zvolen prvním náčelníkem BSA. Seton viděl v BSA základnu, která umožní z masy odfiltrovat budoucí woodcraftery, které považoval za skautskou elitu, jenže se záhy ukázalo, že jeho výchovný model založený na demokratických principech a sebevýchově není tak progresivní jako hierarchický model Baden-Powella.
Jeho rozčarování a intriky ze strany jeho pozdějšího nástupce Jamese E. Westa, nakonec vedly k tomu že v roku 1915 BSA opustil a založil vlastní woodcrafterskou organizaci The Woodcraft League of America.

## Woodcrafterské hnutí v Československu
Setonovu antipatii vůči Baden-Powellově modelu založeném na vojenské hierarchii sdílel přesvědčený pacifista, přírodovědec a pedagog Miloš Seifert. Ten v Setonovi nalezl idol, vůči němuž bez výhrad vzhlížel a cele se oddal propagaci jeho hnutí v Československu. Pod tímto vlivem získal výrazný woodcrafterský charakter celý český skauting a slovenský skauting.
Seifert, který byl zaměřen spíš filozoficky než prakticky, neměl pravděpodobně tušení o existenci jiné woodcrafterské literatury, žil v domnění, že woodcraft je původní Setonova filozofická a etická koncepce. Jako takovou ji v Československu propagoval. Ve skutečnosti si však do ní promítl i své vlastní představy, což se později obrátilo proti němu. Nicméně čas ukázal, že díky jeho přínosu woodcraft přežil do současnosti.

## Rozdíl mezi původním Setonovým a českým woodcraftem
Setonovo woodcrafterské hnutí nijak neaspirovalo na to být spásou zkaženého světa, jak si to představoval Miloš Seifert. Seton sám nebyl autorem woodcrafterské myšlenky a dokonce ani nebyl prvním, koho napadlo využít woodcraft při práci s mládeží – v tom ho předešel Dan Beard – druhý z amerických „otců“ BSA. Setonův původní přínos spočívá v zavedení systému orlích per.
Teprve později, když už existovala řada woodcrafterských kmenů, začal hledat pro „své“ hnutí hlubší filosofický rámec, kterým by zdůvodnil svůj pedagogický úspěch a nebyl na to sám. Ačkoliv se prezentoval jako jediný a výhradní autor woodcrafterské myšlenky, byla výsledná ideová forma woodcrafterského hnutí produktem celé skupiny osob. Od roku 1902 do roku 1917 se ve Svitku postupně objevil kromě systému orlích per i woodcrafterský zákon a základní pravidla hry určená Setonem při ustanovení prvního kmene byla transformována do tzv. 9 hlavních zásad.
Zatím co v Československu byl woodcraft Seifertem prezentován jako světonázor a v rámci hnutí se vedly prudké ideové spory, v USA woodcrafterské hnutí postupně degradovalo na úroveň rekreační aktivity.

## Významné postavy woodcrafterského hnutí
- Ernest Thompson Seton – Black Wolf
- Miloš Seifert – Woowotanna
- Miloslav Vavrda – Minehaha
- Jaroslav Šimsa – Sůva
- František Kupka – Jánošík
- Karel Langer – Juraj
- Milouš Stárek – Mahykan
- Arpád Jávor – Sagaweesi
- Viliam Valovič – Manoki
- Milan Klimánek – Wayseeker
- Tadeusz Wyrwalski – Wilk Tropiciel
- John Hargrave – White Fox
- Ernst Westlake
- Adam Ciołkosz
- Hinko Pajer
- Karel Bukovanský – Buk
- Prokop Koudela – Jánošík, Jasoň
- Ladislav Rusek – Šaman
- Libor Pecha – Norek Samotář
- František Kožíšek – Biminiji
- Martin Kupka – Logan
- Daniel Hoffmann – Wanblitanka
- František Vyhňák
- Jan Niebauer – Wo
- Leslie Paul

## Přehled woodcrafterských organizací
- Liga pro výchovu přírodou – Moudrost lesa (ČSR)
- Forest Schools camps (GB)
- Liga československých woodcrafterů (ČSR)
- Liga lesní moudrosti – The Woodcraft League of Czechoslovakia (ČSFR)
- Liga lesní moudrosti (dříve Liga lesní moudrosti – The Woodcraft League) (ČR) (woodcraft.cz)
- Liga lesnej múdrosti – The Woodcraft League of Slovakia (woodcraft.sk)
- Zálesácká Liga Československá – The Woodcraft League of Czechoslovakia (ČSR)
- Moravskoslezská Liga Woodcraftu MSLW (ČSFR)
- Woodcrafter ČR – Liga Lesní moudrosti dětí a mládeže (ČSFR)
- Kibbo Kift Kindred (GB)
- The Order of Woodcraft Chivalry (GB)
- Woodcraft Rangers (USA)
- Woodcraft Indians (USA)
- The Woodcraft League of America (USA)
- Wolne Harcerstwo (PL)
- Woodcraft Folk (GB)
- Združenje slovenskih tabornikov
- Jugoslovanska gozdovniška liga
- Setonovi skauti (ČSR)
- Camp Fire Girls (USA)
- Spojené sbory junáků skautů (ČSR)
- Sdružení zálesáků v RČS (ČSR)
- Děti živěny (ČSR)
- Obec psohlavců (ČSR)
- ISAW – Internacionální Socialistická asociace woodcrafterů (ČSR)